# 羽ノ浦町岩脇
羽ノ浦町岩脇（はのうらちょういわわき）は、徳島県阿南市の大字。2010年10月1日現在の人口は2,131人、世帯数は681世帯。郵便番号は〒779-1106。字奥ノ谷は〒779-1107。

## 地理
阿南市の北部に位置。東は羽ノ浦町古庄、北東は羽ノ浦町中庄、北は山の稜線を境に小松島市・羽ノ浦町宮倉、西は羽ノ浦町古毛・羽ノ浦町明見、南は東流する那賀川を境に上中町に接する。
北部は標高100m前後の山地、南境の那賀川までの間は平地。

### 河川
- 那賀川

### 小字
| - 阿千田 - 猪ノ谷 - 姥ケ原 - 奥ノ谷 - 上平 - 神代地 | - 高地 - 紫衣池 - 中須 - 中地 - 七反地 - 西園 | - 弐反地 - ヌクミ - 原平 - 町筋 - 松ノ本 - 宮ノ下 |  |

## 歴史
2006年（平成18年）3月20日に那賀郡羽ノ浦町が阿南市と合併し、阿南市羽ノ浦町岩脇になる。

## 施設
- 羽ノ浦郵便局
- 阿南市立岩脇小学校
- 取星寺 - 四国八十八箇所第十九番立江寺奥の院
- 岩脇公園 - とくしま88景選定

## 交通

### 道路
都道府県道
- 徳島県道130号大林津乃峰線
- 徳島県道276号勝浦羽ノ浦線

### 路線バス
徳島バス
- 明治橋